# Краса в природі
Краса в природі — об'єктивна естетична властивість природи, результат гармонії і завершеності частин і фарб її живого і неживого світу, прояв її естетичних ознак. На думку ряду фахівців, краса в природі існує незалежно від людини. Як вважають деякі фахівці в області природоохоронної естетики, найбільш красива і здійснена природа дика, вона є зразком краси. Краса в природі здатна викликати в людині безкорисливу любов, почуття радості, свободи, але разом з тим, якщо немає етичної складової, і егоїстичні почуття. Вивченням краси в природі і розробкою заходів щодо її захисту займається природоохоронна естетика.

## Види краси природи
1. Зорова краса — візуальне сприйняття різноманітних барв природи (білизна хмар, барвисте буйство кольорів, нескінченна синява моря, яскрава зелень лугів), що викликають естетичне захоплення[4][5][8].
2. Звукова краса — властивість звуків природи (шум дощу, прибою, спів птахів) створювати гармонію, усвідомлювану як якесь благо[4][5][8].
3. Тактильна краса — тактильне (на дотик) враження від об'єктів природи, яке виражається у в'язкості мулу, шишкуватість лави, гладкість воскових листків, шовковистість трав[4][5][8].
4. Нюхова краса (краса ароматів природи, пахощі) — властивість природних запахів (аромати квітів, запахи ґрунтів, листя, моря) доставляти людям задоволення[4][5][8].
5. Смакова краса — властивість смаків природи, проявляється в сріблястій чистоті джерельної води, смаку трав, плодів, ягід[4][5][8].

## Краса в природі на думку Володимира Соловйова
Соловйов Володимир Сергійович — російський філософ, богослов, поет, публіцист, літературний критик; почесний академік Імператорської Академії наук по розряду красного письменства (1900). Стояв біля витоків російського «духовного відродження» початку XX ст. У 1889 році вперше опублікував в журналі «Вопросы философии и психологии» статтю Красота в природе.
Прекрасне незводиме до корисного. Краса є щось безумовно-цінне, тобто вона цінується не як засіб для досягнення якоїсь іншої мети, а сама по собі. Будучи такою поцінованою безглуздістю, краса є для нас предметом безкорисливого, безвільного споглядання.
Краса — це «перетворення матерії через втілення в ній іншого, надматеріального початку».
Краса — не зовнішнє втілення всякого внутрішнього змісту, це обов'язково втілення ідеального змісту: краса є «втілення ідеї». Що стосується відмінності між ідеальним і матеріальним, то не тільки речовина в неорганічному світі, але і життєві інстинкти в світі органічному матеріальні. Тому, приміром, гусеницю або свиню, незважаючи на те, що їх зовнішній вигляд чудово втілює їх внутрішній зміст — ненажерливість — ніяк не можна назвати гарними. Зовнішнє втілення життєвого інстинкту, як у глистів (статевий інстинкт),  гусені,  каракатиць,  свиней (інстинкт харчування) стає навіть потворним, коли цей матеріальний начаток проривається назовні там, де ідеальне вже якоюсь мірою підкорило матерію.
Краса — «об'єктивна форма речей в природі». Це означає, що краса існує в природі, а не тільки в нашому сприйнятті природи; краса існує об'єктивно, незалежно від людини. Це пов'язано з тим, що ідея, втілення якої в матерії і створює красу, існує об'єктивно, а «в розумному пізнанні ми знаходимо тільки відображення всесвітньої ідеї, а не дійсну присутність її в пізнаючому і пізнаванному».